# Mount Davidson (Antarktika)
Mount Davidson ist ein 1560 m hoher Berg im ostantarktischen Viktorialand. Er ragt am Kopfende des Albrecht-Penck-Gletschers in den Prince Albert Mountains auf. Nach Darstellung neuseeländischer Geodäten soll er eine Höhe von 2477 m erreichen und wäre damit der höchste Berg der Prince Albert Mountains.
Teilnehmer der britischen Discovery-Expedition (1901–1904) entdeckten ihn und benannten den Berg nach dem Chirurgen George Adam Davidson (1874–1906), Schiffsarzt auf der Morning, einem von zwei Rettungsschiffen der Forschungsreise.